# Плейстен
Плейстен, також Плісфен (грец. Πλεισθένης) — персонаж давньогрецької міфології, цар Аргоса.
Син царя Еліди Пелопса та Гіпподамії, брат Алкатоя, Атрея, Нікіппи та Фієста, перший чоловік Аеропи. За одним із варіантів міфу він — батько Менелая та Агамемнона, за канонічною версією — Менелай та Агамемнон — діти Атрея.